# 芝川ビルディング
芝川ビルディング（しばかわビルディング）は、大阪府大阪市中央区にある歴史的建造物。

## 概要
1927年（昭和2年）の竣工。設計は渋谷五郎（基本・構造設計）と本間乙彦（意匠設計）。施主の芝川家は江戸時代の唐物貿易商から明治時代に大地主となり不動産業に転じた一族で、4代目当主で芝川商店・千島土地代表などを務めた芝川又四郎は関東大震災から火事・地震に強い建物を建てることを決心。竜山石を用いたマヤ・インカ文明を思わせる装飾が施される。戦前まで、芝川家が興した芝蘭社家政学園という花嫁学校で、現在はテナントビルになっている。

## 交通アクセス
- 地下鉄御堂筋線・京阪本線淀屋橋駅より、徒歩5分。

## 周辺情報
- 大阪市役所